# Bioacumulabilidad
La bioacumulabilidad (no confundir con bioacumulación) es una característica que presentan algunas sustancias que no se disuelven ni se degradan. 
Esto permite la acumulación de sustancias que afecta gravemente al organismo o al ecosistema en donde se desecha. El efecto es que no se degradan y esto permite alteraciones tóxicas como la pila, que al no disolverse, puede contaminar grandes porciones de agua. En el organismo, el ejemplo más conocido es el DDT (Dicloro-Difenil-Tricloroetano), que se acumula en nuestro tejido adiposo, y con el paso del tiempo se va haciendo más poderoso por el gran porcentaje que habremos de tener. Lo peligroso es que esta sustancia afecta al sistema nervioso cuando está en gran cantidad. Esto es uno de los factores más contaminantes con relación al suelo. Por eso lo mejor es reciclar y no botar al suelo cosas que no se disuelven rápidamente porque dañaría al suelo de manera que mataría su fertilidad y producción agrícola.
- Datos: Q5728783